# Liu Yanhan
Liu Yanhan (Chinese: 刘晏含; pinyin: Liú Yànhán) is een Chinese vrouwelijke volleybalspeler. In 2013 won ze het FIVB Wereldkampioenschap volleybal vrouwen onder de 23.

## Clubs
- Bayi Shenzhen (2009–)